# Predacons
De Predacons zijn een fictief ras van robots uit de Transformers-franchise bedacht door Hasbro. Als groep waren ze voor het eerst te zien in de serie Beast Wars, maar eerder dook ook al een subgroep genaamd de Predacons op. Van de Predacons bestaan verschillende incarnaties.

## Generation 1
In de originele tv-serie waren de Predacons een subgroep van de Decepticons, en helpers van de Quintessons. Deze groep bestond uit vijf leden die konden combineren tot de enorme robot “Predaking”.
Leden waren:
- Razorclaw
- Rampage
- Divebomb
- Headstrong
- Tantrum

## Beast Wars/Beast Machines
In deze twee series waren de Predacons nakomelingen van de Decepticons, en de tegenhangers van de Maximals. Net als de Maximals waren de Predacons in deze serie hooguit net zo groot als een volwassen mens, en in staat om organische levensvormen als alternatieve vorm te gebruiken.
In de serie Beast Wars stalen de Predacons een gouden disk van de Maximals. Bij een gevecht met een Maximal schip kwamen ze terecht op de prehistorische Aarde, waar ze vanwege de vele Energon gedwongen waren de gedaantes van dieren aan te nemen.
Predacons in deze serie waren:
- Megatron=kloon van de originele megatron
- Tarantulas
- Scorponok
- Terrorsaur
- Rampage
- Dinobot=kloon
- Waspinator
- Inferno
- Quickstrike (fusor)
- Blackarachnia

## Robots in Disguise
In de serie Transformers: Robots in Disguise waren de Predacons eveneens de hoofdvijanden. In deze serie vochten ze met de Autobots. De Predacons in deze serie waren net als de Autobots enorme robots. Maar in plaats van voertuigen konden zij veranderen in mechanische dieren.
Deze groep van Predacons stond eveneens onder leiding van Megatron, en kwam naar de Aarde om Fortress Maximus te zoeken.
De Predacons in deze serie waren:
- Megatron
- Sky-Byte
- Slapper
- Gas Skunk
- Dark Scream

## Transformers: Armada
In de strips en speelgoedserie van Transformers: Armada kwam een personage met de naam Predacon voor. Deze Predacon was een niet echt populair lid van de Decepticons omdat hij organisch weefsel met zijn lichaam combineerde. De meeste Autobots en Decepticons zien hem als een doorgedraaide gek. Hij werd enkel gezien in een paar flashbacks.

## Transfomers: Prime
In de serie Transformers: Prime zijn Predacons de prehistorische inwoners van de planeet Cybertron. Ze zien eruit als draken, maar kunnen net als andere Transformers wel een humanoïde gedaante aannemen. Lang geleden kwame ze ook al eens naar de Aarde, en vormden zo de basis voor veel aardse legendes over draken. 
Oorspronkelijk waren ze voor aanvang van de serie al uitgestorven, maar in seizoen 3 kloont de Decepticon Shockwave een Predacon uit enkele fossiele overblijfselen. Aanvankelijk lijkt hij een hersenloos beest, maar naarmate de serie vordert blijkt hij minimaal net zo intelligent als de andere Transformers. Hij neemt de naam Predaking aan, en hoewel hij trouw zweert aan Megatron is de decepticonleider er niet gerust op dat de Predacon hem zal blijven gehoorzamen. Om die reden laat hij vroegtijdig een einde maken aan het plan om nog meer Predacons te klonen. Wanneer Predaking dit ontdekt, keert hij zich tegen Megatron. Hij speelt tevens een belangrijke rol in de film Transformers Prime Beast Hunters: Predacons Rising.